# Erste Japanisch-Koreanische Übereinkunft
| Erste Japanisch-Koreanische Übereinkunft | Erste Japanisch-Koreanische Übereinkunft |
| Japanischer Name                         | Japanischer Name                         |
| ---------------------------------------- | ---------------------------------------- |
| Kanji                                    | 第一次日韓協約                           |
| Rōmaji nach Hepburn                      | Dai-ichi-ji Nikkan kyōyaku               |
| Übersetzung                              | Erste Japanisch-Koreanische Übereinkunft |
| Koreanischer Name                        |                                          |
| Hangeul                                  | 제1차 한일협약                           |
| Hanja                                    | 第一次韓日協約                           |
| Revidierte Romanisierung                 | Je-il-cha Han-il hyeobyak                |
| McCune-Reischauer                        | Che-il-ch'a Han-il hyŏbyak               |
| Übersetzung                              | Erste Koreanisch-Japanische Übereinkunft |

Die Erste Japanisch-Koreanische Übereinkunft, auch bekannt unter dem Namen Japanisch-Koreanisches Protokoll vom August 1904, war ein Vertrag zwischen dem Kaiserreich Japan und dem Kaiserreich Korea, der im August 1904 beschlossen wurde.
Das Protokoll schrieb der koreanischen Regierung vor, von der japanischen Regierung vorgeschlagene Berater in den Bereichen Finanzen und Diplomatie anzustellen, welche bei entsprechenden Gelegenheiten anzuhören waren. Zudem durfte die koreanische Regierung mit Dritten keine Verhandlungen abschließen oder Konzessionen gewähren ohne sich vorher mit der japanischen Regierung beraten zu haben.

## Vertragsinhalte
Das Protokoll wurde zwischen einem Gesandten des japanischen Meiji-Tennō und dem koreanischen Außenminister, welcher den koreanischen Kaiser Gojong vertrat, ausgehandelt. Dabei wurden ihnen große Freiheiten über den Inhalt des Protokolls zugestanden. Die drei Artikel waren:
- Artikel 1
Die koreanische Regierung soll als Finanzberater einen von der japanischen Regierung vorgeschlagenen Japaner einstellen, und alle finanziellen Angelegenheiten sollen abgewickelt werden, nachdem sein Rat eingeholt wurde.

- Artikel 2
Die koreanische Regierung soll als diplomatischen Berater für das Außenministerium einen von der japanischen Regierung vorgeschlagenen Ausländer einstellen, und alle wichtigen außenpolitischen Angelegenheiten sollen abgewickelt werden, nachdem sein Rat eingeholt wurde.

- Artikel 3
Die koreanische Regierung soll sich vor dem Abschluss von Verträgen oder Abkommen mit fremden Mächten mit der japanischen Regierung beraten. Das gilt auch beim Befassen mit anderen wichtigen diplomatischen Angelegenheiten wie dem Gewähren von Konzessionen an oder dem Vertragseingang mit Ausländern.

— Hayashi Gonsuke, Sondergesandter und Bevollmächtigter Minister (22. Tag des 8. Monats des 37. Jahr Meiji)
— Yun Chi-ho, Minister des Außenministeriums (22. Tag des 8. Monats des 8. Jahr Gwangmu)
Der Artikel 3 wurde in einem Brief, welchen der damalige japanische Botschafter in den Vereinigten Staaten, Takahira Kogorō an den damaligen Außenminister der Vereinigten Staaten John Hay schrieb, ausführlicher erklärt: „Artikel 3 ist nicht dahingehend gedacht, legitime Unternehmungen von Ausländern in den Bereichen Industrie und Handel zu unterbinden, sondern dazu, unwirtschaftliche und gefährliche Verwicklungen, wie die Verpachtung von Yongampo an das Russische Reich, welche in der Vergangenheit bereits so oft zu ernsthaften Problemen geführt haben, zu unterbinden.“

## Nach der Vertragsunterzeichnung
Korea versuchte mehrmals den Vertrag zu annullieren. Dazu wendete es sich an einzelne Staaten und an die Staatengemeinschaft. Diese weigerten sich zu intervenieren.

## Beendigung des Vertragsverhältnisses
Mit dem Grundlagenvertrag zwischen Japan und der Republik Korea wurde die Übereinkunft für „bereits ungültig“ erklärt. Nach japanischer Interpretation dieser Vertragstextstelle ist dies rückwirkend zum 15. August 1948 geschehen, also dem Tag, an dem sich Südkorea gründete. Nach südkoreanischer Interpretation dieser Vertragstextstelle ist dies rückwirkend zum Tag der Unterzeichnung der Übereinkunft.